# Charlotte Houtermans
Charlotte Houtermans z domu Riefenstahl (ur. 24 maja 1899 w Bielefeld, zm. 6 stycznia 1993 w Northfield) – niemiecka fizyczka.

## Życiorys

### Edukacja
Rozpoczęła studia na Uniwersytecie w Getyndze w 1922 roku, wśród jej nauczycieli można wymienić Maxa Borna, Richarda Couranta, Jamesa Francka, Davida Hilberta, Emme Noether, Roberta Pohla i Carla Rungea. Promotorem jej pracy doktorskiej był Gustav Tammann, uzyskała go w 1927 r., w tym samym roku co Robert Oppenheimer i Fritz Houtermans, z którymi się przyjaźniła.

### Kariera
Riefenstahl wykładała i była asystentką naukową w Vassar Female College.
W 1930 Riefenstahl opuściła Vassar i wróciła do Niemiec. Podczas konferencji fizycznej nad morzem Czarnym w Batumi w sierpniu 1930 roku, Riefenstahl i Houtermans pobrali się, świadkami ceremonii byli Wolfgang Pauli i Rudolf Peierls. Po dojściu Adolfa Hitlera do władzy w 1933 roku, Charlotte Houtermans nalegała na opuszczenie Niemiec. Udali się do okolic Cambridge w Wielkiej Brytanii. W 1935 Charlotte i Fritz opuścili Anglię i udali się do ZSRR, gdy Fritz zaakceptował ofertę pracy z Charkowa. W 1937 Houtermans został aresztowany i uwięziony przez NKWD. Charlotte udało się uciec z dwójką dzieci do Stanów Zjednoczonych przez Danię i Wielką Brytanię.
Po przybyciu do Stanów Zjednoczonych ponownie wykładała na Vasser Female College. W 1943 roku dostali z Fritzem rozwód, z powodu przymusowej rozłąki wojennej i na mocy nowego niemieckiego prawa.
W 1946 otrzymała obywatelstwo amerykańskie, w tym samym czasie Maria Goeppert-Mayer udzieliła jej rekomendacji w Sarah Lawrence College, na stanowisko asystenta naukowego. Charlotte wykładała fizykę i prowadziła badania nad kwantową teorią pola.
Ponownie wyszła za mąż za Fritza Houtermansa w 1953 roku, jednak ich małżeństwo przetrwało tylko kilka miesięcy. W okresie powojennym prowadziła badania nad promieniowaniem kosmicznym i tłumaczyła na angielski prace niemieckich fizyków.

### Życie prywatne
Charlotte Houtermans nie była spokrewniona z Leni Riefenstahl, niemiecką reżyserką filmową.